# Triphaenopsis opulenta
Triphaenopsis opulenta là một loài bướm đêm trong họ Noctuidae.